# جيمس ك. باكستر
جيمس ك. باكستر (بالإنجليزية: James K. Baxter)‏ هو كاتب وشاعر نيوزلندي، ولد في 29 يونيو 1926 في دنيدن في نيوزيلندا، وتوفي في 22 أكتوبر 1972 في أوكلاند في نيوزيلندا بسبب خثار تاجي.

## وصلات خارجية
- جيمس ك. باكستر على موقع الموسوعة البريطانية (الإنجليزية)
- جيمس ك. باكستر على موقع ميوزك برينز (الإنجليزية)
- جيمس ك. باكستر على موقع ديسكوغز (الإنجليزية)